# Bernd Schuppener
Bernd Schuppener (* 24. November 1952) gründete 1995 gemeinsam mit Ralf Hering die Hering Schuppener Unternehmensberatung für Kommunikation GmbH. Schuppener ist seit 2006 Honorarprofessor für Kommunikationsmanagement am Lehrbereich Communication Management der Universität Leipzig, Vorsitzender des Kuratoriums der Günter-Thiele-Stiftung für Kommunikation und Management (früher: SPRL Stiftung zur Förderung der PR-Wissenschaft an der Universität Leipzig) und Buchautor.

## Leben
Nach dem Studium der Philosophie in Frankfurt am Main, sowie der Publizistik, Psychologie und Literaturwissenschaft in Mainz 1980 promovierte er mit magna cum laude zum Dr. phil. Anschließend war er wissenschaftlicher Mitarbeiter an der Universität Mainz. 1982 stieg er beim Zweiten Deutschen Fernsehen (ZDF) als Referent für strategische Unternehmensplanung des damaligen Intendanten Dieter Stolte ein. Ab 1986 war er beim ZDF tätig als leitender Redakteur für Innenpolitik. 1990 wechselte er zur PR-Agentur ABC/EUROCOM in Frankfurt am Main als Geschäftsführer. 1995 gründete er mit Ralf Hering die Hering Schuppener Unternehmensberatung für Kommunikation GmbH, aus der weitere Tochterfirmen entstanden.
Schuppener war Lehrbeauftragter an der Universität Marburg und der Universität Leipzig. 2006 wurde er zum Honorarprofessor für Kommunikationsmanagement an der Universität Leipzig ernannt. Dort ist er auch Mitglied des Beirats des LPRS – Leipziger Public Relations Studenten e.V. Schuppener ist einer der Entwickler der Communication Scorecard, einem Modell des Kommunikationsmanagements, das analog zur Balanced Scorecard nach Robert S. Kaplan und David Norton, Kommunikation in Kennziffern der Betriebswirtschaft mess- und steuerbar macht und damit in die strategische Unternehmensführung integriert.
Bernd Schuppener ist Autor diverser philosophischer Publikationen, die sich aus einer ganzheitlich praktischen Perspektive mit hintergründigen und unbewussten Aspekten des Lebens beschäftigen.
Bernd Schuppener lebt in Hamburg.

## Veröffentlichungen
- Bernd Schuppener: "Seelennot. Essay über die Philosophie der Depressionen". Königshausen und Neumann, Würzburg 2019, ISBN 978-3-8260-6677-1
- Bernd Schuppener: "Die Abenteuer der Selbsterkenntnis. Auf den Spuren eines gefährlichen Auftrags". Königshausen & Neumann, Würzburg 2018, ISBN 978-3-8260-6430-2
- Bernd Schuppener: Der Gott im Unbewussten. Die Ethik der Selbsterkenntnis. Parodos, Berlin 2015, ISBN 978-3-938880-79-1
- Bernd Schuppener: Du bist Dein Schicksal. Zur Philosophie von Lebensweg und Charakter. Parodos, Berlin 2013, ISBN 978-3-938880-59-3
- Ralf Hering, Bernd Schuppener, Nina Schuppener: Leadership statt Management: Führung durch Kommunikation: Welche Herausforderungen Führungskräfte annehmen müssen. Haupt, Bern 2010, ISBN 978-3-258-07567-9
- Ralf Hering, Bernd Schuppener, Nina Schuppener: Kommunikation in der Krise: Einsichten und Erfahrungen. Haupt, Bern 2009, ISBN 978-3-258-07484-9
- Ralf Hering, Bernd Schuppener, Mark Sommerhalder: Die Communication Scorecard. Eine neue Methode des Kommunikationsmanagements. Haupt, Bern 2004, ISBN 3-258-06772-4.
- Bernd Schuppener (Hrsg.): Jean Paul Sartre. Die Transzendenz des Ego. Philosophische Essays 1931 - 1939. Erweiterte Neuausgabe. Herausgegeben und mit einem Nachwort von Bernd Schuppener. Rowohlt, Reinbek 1982, ISBN 3498061542